# Кристийнанкаупунки
Кри́стийнанкаупунки (фин. Kristiinankaupunki), или Кристи́нестад (швед. Kristinestad) — город в провинции Похьянмаа в Финляндии. Иногда встречается вариант написания Кристиинанкаупунки.
Численность населения составляет 7143 человек (2011). Город занимает площадь 1678,99 км², из которых водная поверхность составляет 14,66 км² и море — 981,79 км². Плотность населения — 10,47 чел/км².